# Хаммерих, Мартин Йоханнес
Мартин Йоханнес Хаммерих (дат. Martin Johannes Hammerich; 4 декабря 1811 — 20 сентября 1881) — датский писатель и педагог. Брат историка Фредерика Хаммериха.
Окончил богословский факультет Копенгагенского университета (1833), в 1836 г. защитил магистерскую диссертацию и начал печататься. В 1841—1842 гг. преподаватель санскрита в Копенгагенском университете, в 1841 же году выпустил датский перевод «Шакунталы», выдержавший при его жизни ещё три издания. В 1842—1867 гг. — преподаватель родного языка и литературы и одновременно директор одной из старейших копенгагенских школ — «Школы гражданских добродетелей». В 1856 году — один из основателей «Северной университетской газеты» (дат. Nordisk universitetstidskrift).
Выпустил биографию Йоханнеса Эвальда (1859, третье издание 1882), книгу «Торвальдсен и его искусство» (дат. Thorvaldsen og hans kunst; 1870, третье издание 1889). В 1866—1882 гг. вышли пять томов его «Статей о культуре и образовании» (дат. Smaaskrifter om kultur og undervisning).